# Дейвид Милър
Дейвид Милър (на английски: David Miller) е канадски политик и кмет на Торонто, най-големият град в Канада. През 2003 – 2010 е кмет на Торонто.

## Биография
Милър е роден в Сан Франциско, Калифорния, САЩ. Неговият американски баща, Джо Милър, почина от рак през 1960 г., и английската му майка Джоан се върна със сина си Триплоу, южно от Кеймбридж. Милър прекарал най-ранните му години в Англия, преди да се премести в Канада заедно с майка си през 1967.
Милър учи икономика и право съответно в Харвардския университет и Торонтския университет. Дейвид Милър е женен и има две деца.
Дейвид Милър е 63-тият кмет на Торонто, Онтарио, Канада. Милър бе избран за кмет през 2003 г. на кметските избори, и встъпи в длъжност на 1 декември същата година.